# Araneus seensis
Araneus seensis este o specie de păianjeni din genul Araneus, familia Araneidae, descrisă de Oliger, 1991. Conform Catalogue of Life specia Araneus seensis nu are subspecii cunoscute.